# Scena (zámek)
Zámek Scena (italsky Castello di Scena, německy Schloss Schenna) v severoitalské obci Scena poblíž Merana je jedním z nejvýznamnějších hradů v Jižním Tyrolsku.

## Historie

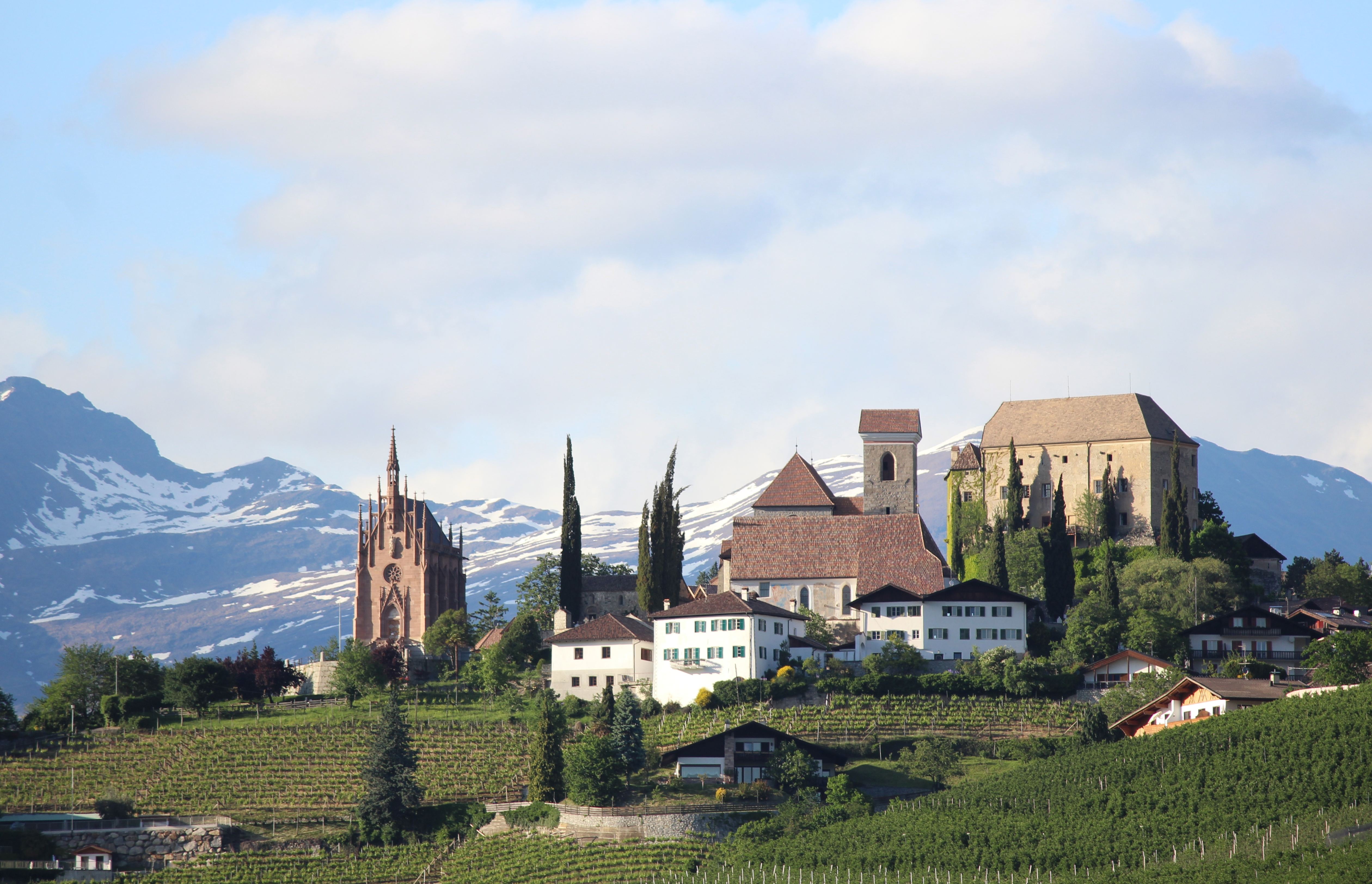
Zámek Scena u Meranu (vpravo) s farním kostelem a mauzoleem arcivévody Jana.

Páni ze Sceny (Schenny) působili v průběhu 12. století jako ministeriálové u hrabat Tyrolů. Zámek nechal postavit kolem roku 1350 na místě starého hradu Scena, který je zmiňován v dokumentu z roku 1346, Petermann ze Sceny, guvernér Tyrolska a purkrabí hradu Tyrol v letech 1352-1369. V té době byla poslední gorická hraběnka Tyrolska Markéta. Hrad vlastnila řada významných tyrolských šlechtických rodů, například páni ze Starkenbergu, kteří jej v roce 1423 ztratili ve prospěch vévody Bedřicha IV. Habsburského, nebo dále rod Lichtenštejn-Kastelkornů od roku 1496.
V roce 1845 koupil hrad arcivévoda Jan, který po jeho smrti připadl jeho potomkům, hrabatům z Meranu. V držení rodu je dodnes (majitelem je Franz Graf von Meran ze zámku Stainz) a obývá a spravuje ho část rodiny. Kromě zámku je na kostelním kopci Scena mauzoleum arcivévody Jana, kde našel místo posledního odpočinku arcivévoda Jan a jeho rodina, dále je zde dvůr sloužící jako farma a tradiční hostinec.

## Umělecké sbírky
Sbírky arcivévody Jana vystavené v mnoha místnostech paláce zahrnují obrazy a četné portréty jeho habsburských předků. V zámku se také nachází největší soukromá sbírka Andrease Hofera, stejně jako obrazy Janových malířů (Eduard Gurk a Matthäus Loder), kteří vytvořili působivé krajiny, předměty každodenní potřeby ze soukromé sbírky Jana a sbírka zbraní z 12. až 19. století.
V roce 2011 se na zámku Scena konala gurmánská akce „Sterne, Schlösser, Almen“. Akce se účstnili kuchaři mj. Gerhard Wieser a Alois Haller.